# Bartomeu Xavier Gómez i Font
Bartomeu Xavier Gómez i Font (Fondeguilla, Plana Baixa, 19 de novembre de 1962 - València, 13 de novembre de 2009) va ser un acadèmic valencià, professor de Filologia Clàssica a la Universitat de València i sindical de l'STEPV a la Universitat.
| De 1966 a 1976 | Cursa els seus primers estudis en el Col·legi públic "Hermanos Segarra" de Fondeguilla. Acaba la E.G.B. en el Seminari de Sogorb. |

| De 1976 a 1980 | Realitza els estudis de BUP i COU a l'Institut Honori Garcia de La Vall d'Uixó |

16 de juny de 1992 és nomenat Professor d’escola universitaria, de l’àrea de coneixement de Filologia Latina.
21 de novembre de 2000 és nomenat Profesor titular de la Universitat de València en l’area de coneixement de “Filologia Latina”
Ha treballat en:
Didactica del llatí, tant en l'ambit universitari i no universitari.
Humanisme del País Valencià
Epigrafia del País Valencià.
| Membre de l'equip de recerca dirigit per Josep Corell que ha elaborat el Corpus complet de inscripcions romanes del País Valencià. Veure bibliografia. |

Professor del departament de filologia Clàssica de la Universitat de València.
Secretari de la Facultat de Filologia, Traducció i Comunicació.
Membre de la Junta de la Facultat, representant de la Facultat en la Comissió de Professorat.
Delegat sindical de l’STEPV a la Universitat.
Membre de la coordinadora Enric Valor per la Normalització Lingüística.
Membre del Consell Directiu de la Bernat Metge

## 2015 La Universitat de València crea els premis Xavier Gómez i Font
Alfons Esteve: No descobriré res als lectors de l’Allioli si dic que Xavier Gómez i Font era un lluitador, un entusiasta del seu, del nostre sindicat i, encara, una millor persona. Això ho podem corroborar tots els qui tinguérem la sort de conèixer-lo. El seu compromís amb la defensa dels drets dels treballadors era admirable, tant per l’esforç i el temps que hi dedicava com per la passió amb què ho feia. Sempre per feina, amb les idees molt clares i sense por a defensar-les, fos qui fos el qui tingués al davant per a negociar, xarrar o discutir. Però potser la part que menys coneixem és l’estima per la seua feina: professor de llatí, primer en un institut de secundària i després en la Universitat de València. Els seus alumnes diuen que transmetia com pocs les ganes de saber, cosa que el feia un professor exigent amb els seus estudiants, però sobretot amb ell mateix. Per això, el nom de Xavier Gómez i Font, s'adiu a la perfecció amb els premis que ha posat en marxa el Servei de Política Lingüística de la Universitat de València: uns premis a la qualitat lingüística dels treballs de fi de grau i de màster en valencià i en anglès. Els premis tenen l’objectiu de promoure la qualitat lingüística en els treballs acadèmics dels estudiants, fomentar l’ús acadèmic del valencià i estimular l’ús de l’anglès com a eina per a la internacionalització de la Universitat. És un senzill homenatge que volem dedicar a la memòria d’aquest treballador, professor, lluitador, mestre i amic. Però sobretot és un homenatge a la seua qualitat lingüística, professional i humana.

## Obres
Els seus camps de treball van ser la investigació de l'epigrafia llatina i l'humanisme, sobretot la retòrica i l'oratòria. Va treballar en nombrosos articles per a revistes especialitzades, però cal destacar que va escriure molts llibres en col·laboració amb altres autors. La seua tesi doctoral va eixir publicada en forma de llibre l'any 1995 amb el títol Andreu Sempere, retor i gramàtic.
"Tota la seua obra escrita"